# Chľaba (przystanek kolejowy)
Chľaba (słow: Železničná zastávka Chľaba) – przystanek kolejowy w miejscowości Chľaba, w kraju nitrzańskim, na Słowacji.
Znajduje się na ważnej magistrali kolejowej Bratysława – Budapezt.

## Linie kolejowe[1]
- Linia 130 Bratislava – Chľaba